# Prags historie
Prags historie afspejler byens placering som et knudepunkt i midten af Europa, der har været influeret af politiske, religiøse og kulturelle strømninger fra mange områder gennem tiden. Byen har i nogle perioder været blandt de mest betydningsfulde i Europa og blandt andet fungeret som hovedstad i det store tysk-romerske rige.

## Forhistorie
Det område, hvorpå Prag ligger, har været beboet siden ældste stenalder. For flere tusinde år siden var der handelsruter, der forbandt Europas sydlige og nordlige egne, og som passerede området langs floden. Fra omkring 500 f.Kr. blev den keltiske stamme boierne de første, der bosatte sig, og som man kender navnet på. Boierne har lagt navn til regionen Bøhmen. Den germanske stamme markomannierne flyttede til Bøhmen med kong Maroboduus i år 9. På samme tid flyttede nogle af kelterne sydpå, mens de, der blev tilbage, blev blandet med markomannierne. I 568 flyttede de fleste af markomannierne sydpå sammen med lombarderne, en anden germansk stamme. De resterende markomannier blandede sig med tilkommende vestslaver. Den byzantinske historiker Prokopius nævner tilstedeværelsen af slaviske folk i disse områder i 512. Den tjekkisk-slaviske stamme kom til Bøhmen i begyndelsen af det 7. århundrede, og legenden tilsiger, at forfader Čech blev grundlæggeren af den tjekkiske nation.
Ifølge legenderne var det en prinsesse Libuše, der som anfører for den tjekkiske stamme, giftede sig med en simpel bondemand ved navn Přemysl og grundlagde et kongeligt dynasti på slottet Libusin. Arkæologiske fund stammende fra det 7. århundrede støtter teorien om slottets beliggenhed. Libuše var ifølge legenden synsk, og blandt andet forudså hun Prags storhed.

## Middelalderen
I perioden fra omkring 900 til 1306 havde Přemysl-dynastiet kontrollen over det meste af Bøhmen. Den første bøhmiske hersker, som anerkendes af historikerne, var den tjekkiske prins Bořivoj 1., som var ved magten i anden halvdel af det 9. århundrede. Han og hustruen Ludmila (der blev kåret som Bøhmens skytshelgen efter sin død) blev døbt af Metoděj, der sammen med sin bror Cyril bragte kristendommen til Mähren i 863. Bořivoj flyttede fra det forskansede samfund Levý Hradec til et sted kaldet Praha. Det blev også kaldt Prag borgområde og senere Prags borg. Siden Bořivojs regeringstid har denne været hjemsted for de tjekkiske regenter.
Bořivojs barnebarn, Václav den Hellige, skabte et godt forhold til de saksiske regenter i det tyske rige, og han ønskede, at Bøhmen skulle være en ligeværdig del heraf. Denne orientering mod sakserne deltes ikke af Václavs bror, Boleslav 1., og det var den uenighed, der lå bag mordet på Václav i 929. Han blev begravet i den rundkirke, Sankt Veits, han selv havde ladet opføre (en forløber for den nuværende katedral). Nogle år senere blev Václav helgenkåret, og han er siden blevet Bøhmens skytshelgen. I 962 skiftede Boleslav mening, og han fik Bøhmen med i det nyligt fastlagte tysk-romerske rige, da Otto den Store blev kejser.
I starten af det 10. århundrede havde området omkring Prags borg udviklet sig til et vigtigt handelsknudepunkt, hvor købmænd fra det meste af Europa mødtes. I 965 skrev den jødiske købmand og rejsende Ibrahim Ibn Ya'qub: "Prag er bygget af granit og limsten, og den har den største markedsplads. Slaver er i det store og hele modige folk... De bor på de landområder, der er mest frugtbare og har rigelige forsyninger af fødevarer."
I 973 blev et bispedømme grundlagt i Bøhmen med biskoppens slot placeret inden for Prags borg. Den første tjekkiske biskop var Adalbert, der blev tjekkisk, polsk og ungarsk skytshelgen efter hans helgenkåring i 999.
I nærheden af den romanske befæstede bebyggelse i Prag blev der i det 11. århundrede opført endnu en romansk befæstet bebyggelse på modsatte side af Vltava på Vyšehrad. Under prins (senere kong) Vratislav's regeringstid blev Vyšehrad i en periode hjemsted for de tjekkiske regenter.
I 1158 blev Vladislav 1. konge af Bøhmen, og en række klostre og kirker blev opført i hans regeringsperiode. Strahov-klosteret, opført i romansk stil, blev grundlagt i 1142, og den første bro over Vltava, Judithbroen, blev opført i 1170 (den brød sammen i 1342 og Karlsbroen erstattede den i 1357).
Skønt et par herskere tidligere havde taget kongetitlen var det først fra 1212, at Bøhmen blev et kongerige med Ottokar 1. af Bøhmen som konge. Titlen blev givet ham af den tyske Frederik 2., som Ottokar havde støttet, og magten blev legaliseret af dokumentet med titlen "Den gyldne bulle fra Sicilien". Under Ottokars regeringsperiode startede en fredelig kolonisering. Tyske kolonister blev inviteret til at komme til både Bøhmen og Mähren, og i flere århundreder gav de to befolkningsgrupper ikke anledning til problemer – det var før nationalismen blev en magtfaktor.
I det 13. århundrede begyndte byerne at vokse, og tre bebyggelser omkring Prags borg fik byprivilegier. Bebyggelsen neden for borgen blev i 1257 til den Nye By (senere kaldet Lillesiden, Malá Strana), og byen Hradčany med centrum i torvet lige uden for Prags borg daterer sig tilbage til 1320. På den modsatte side af Vltava fik den Gamle By (Staré Město) byprivilegium tilbage i 1230.
Ottokar 2. af Bøhmen var i den periode den mest magtfulde konge inden for det tysk-romerske rige, og han kendtes som kongen af jern og guld. Han regerede i syv andre lande, og hans regeringsområde strakte sig fra Silesien til Adriaterhavet.
Přemysl-dynastiet sad på magten til 1306, hvorefter der ikke var mandlige arvinger. I stedet overtog Luxembourg-dynastiet, da Eliška, søster til den sidste Přemysl-konge, giftede sig med Johan af Luxembourg.

## Renæssancen
Byen blomstrede i det 14. århundrede under Karl 4., der tilhørte Luxembourg-dynastiet. Karl var ældste søn af den tjekkiske prinsesse Eliska Premyslovna og Johan af Luxembourg. Han blev som 30-årig bøhmisk konge ved sin fars død i 1346. Som følge af Karls indsats blev bispedømmet Prag hævet til ærkebispedømme i 1344, og 7. april 1348 grundlagde han det første universitet i Central-, Nord- og Østeuropa, i dag kaldet Karlsuniversitetet. Samme år grundlagde han Den Nye By (Nové Město) ved siden af Den Gamle By. Karl renoverede også Prags borg og Vyšehrad, og en ny bro blev anlagt, nu kaldet Karlsbroen. Ligeledes indledtes byggeriet af Sankt Veits katedralen sammen med flere andre kirker. I 1355 blev Karl kronet som kejser for det tysk-romerske rige i Rom, og Prag blev nu dette riges hovedstad. Det var Karls ambition at gøre byen til en af de smukkeste i verden. Planen var at gøre byen til den centrale i kejserriget med Prags borg som det centrale område i byen og den statelige gotiske katedral som endnu mere prægnant end borgen. Alt blev opført i gotisk stil og pyntet i en særlig kunstnerisk stil kaldet den bøhmiske skole.
Karls resultater og planer faldt mere eller mindre sammen under hans søn og efterfølger, den svage kong Václav 4.. Det var under denne konges regering, at prædikanten Jan Hus, der også var rektor for universitetet, afholdt sine ceremonier i Prag i Bethlehemkapellet, hvorunder han talte tjekkisk for at udbrede sine ideer om en reformation af kirken meste muligt. Med henrettelsen af Hus i 1415 i Konstanz i Tyskland indledtes hussitterkrigene (efter en episode, hvor oprørere under ledelse af præsten Jan Želivský smed Prags byråd ud af vinduet i det nye rådhus). Kong Václav døde kort efter, og hans yngre stedbror, Sigismund af Luxembourg, skulle efterfølge ham. Men det var hussitterne ikke interesseret i, da det var Sigismund, der havde overtalt Hus til at komme til Konstanz for at forsvare sig mod anklagerne om kætteri. Sigismund drog derfor ind i Prag med 30.000 korsfarere med den hensigt at indtage byen og tronen.
En bondehær under ledelse af den berømte general Jan Žižka besejrede i samarbejde med hussitterne Sigismund i slaget ved Vítkov i 1420. Flere forsøg på at bemægtige sig byen og tronen endte ligeledes forgæves, men da Žižka døde, opstod der uenighed blandt hussitterne, og de blev splittet i flere grupperinger. De mest radikale af disse blev endegyldigt besejret i slaget ved Lipany i 1434, mens de mere moderate hussitter forsonede sig med de tjekkiske katolikker, hvorpå Sigismund omsider kunne blive bøhmisk konge.
Næste gyldne periode for Prag indtraf i anden halvdel af det 16. århundrede, da Rudolf 2. blev tysk-romersk kejser og bøhmisk konge i 1576. På det tidspunkt blev Prag igen det kulturelle centrum i kejserriget. Rudolf havde rødder i såvel den gamle tjekkiske kongeslægt som i den spanske. Han var en dygtig mand, men temmelig ekscentrisk og med depressive tendenser. Han brugte meget tid på Prags borg med sit hof af astrologer, magikere og andre besynderlige personer. Men samtidig samlede han videnskabsmænd og kunstnere fra det meste af Europa, herunder Tycho Brahe, Johannes Kepler, Giuseppe Arcimboldo og flere andre. I 1609 udstedte Rudolf foranlediget af protestantiske ledere et kejserligt dekret, der gav en stor religiøs frihed, som var enestående på tiden i Europa. Mange tyske protestanter immigrerede derpå til Bøhmen.
Nogle år senere brød modsætningerne mellem katolikker og protestanter imidlertid ud i lys lue, og de katolske ledere i byen blev kastet ud af rådhusets vinduer 23. maj 1618. De overlevede, men den politiske magt blev overtaget af protestanterne. Hændelserne blev startskuddet til trediveårskrigen. Imidlertid havde protestanterne ikke opbakning nok, og da katolikkerne fik støtte fra en række katolske stater, sejrede de og genindtog magten i byen. De henrettede 27 protestantiske ledere på det gamle torv (Staroměstské náměstí), og de fleste protestanter flygtede. Kejser Ferdinand 2. flyttede nu sit hof til Wien, og en nedgangsperiode for byen fulgte, hvorunder befolkningstallet blev reduceret til en tredjedel i forhold til tiden lige før krigens begyndelse.

## Prags jødiske bydel
Det 17. århundrede betragtes som det jødiske Prags gyldne år. Det jødiske samfund i byen udgjorde omkring 15.000 mennesker, hvilket svarede til omkring 30% af den samlede befolkning. Dermed havde byen det største ashkenaziske samfund i verden og det næststørste jødiske samfund i Europa efter Thessaloniki. I årene 1597-1609 fungerede mystikeren Judah Lõw ben Bezalel som overrabbiner i Prag. Han betragtes som den største jødiske filosoffer i Prags historie, og hans gravsted på starý židovský hřbitov (den gamle jødiske kirkegård) har været et yndet valfartssted.
I 1745 udviste Maria Theresia af Østrig jøderne fra Prag på grund af påstået samarbejde med den preussiske hær. Det var et voldsomt slag mod det blomstrende jødiske samfund. Dronningen gav dog jøderne lov til at vende tilbage i 1748. I 1848 blev portene til den jødiske ghetto åbnet, og kvarteret, der var blevet omdøbt til Josefov i 1850 blev revet ned ved overgangen til det 20. århundrede.

## Det 18. og 19. århundrede
I 1689 hærgede en voldsom brand Prag, og det blev anledning til en fornyelse og genopbygning af byen. Den økonomiske fremgang fortsatte i det følgende århundrede, og byen nåede i 1771 op på 80.000 indbyggere. Mange af disse var velhavende købmænd, der sammen med adelen berigede byen med en række paladser, kirker og parker skabt i en barokstil, som blev berømt over hele verden. I 1784 under Josef 2. blev de fire byområder, Malá Strana, Nové Město, Staré Město og Hradčany, samlet til en enhed. Det jødiske kvarter, Josefov, blev først indlemmet i 1850. Den industrielle revolution mærkedes tydeligt i Prag, hvor fabrikkerne kunne drage fordel af de nærtliggende kulminer og jernværker. Den første forstad, Karlín, blev grundlagt i 1817, og tyve år senere var befolkningen på over 100.000. Den første jernbaneforbindelse blev anlagt i 1842.
Samtidig med den industrielle revolution gik nationalismen også sin sejrsgang over Europa og afsatte spor i den tjekkiske befolkning. De politiske og kulturelle forandringer krævede større selvbestemmelse. Mod slutningen af det 18. århundrede begyndte den tjekkisksprogede litteratur at få betydning i den tjekkiske kultur.
De revolutioner, der rystede Europa omkring 1848, nåede også til Prag, men her blev de brutalt holdt nede. I de følgende år fik den tjekkiske nationalistbevægelse vind i sejlene (som modpol til den tyske nationalistbevægelse), og i 1861 var der tjekkisk flertal i byrådet.

## Det 20. århundrede
Ved overgangen til det 20. århundrede regerede kejser Franz Joseph 1. af Østrig-Ungarn, og arvingen til tronen var Franz Ferdinand, der med sin hustru Sophie boede på slottet Konopiště ikke langt fra Prag. Franz Ferdinand var fortaler for at ændre dobbeltmonarkiet til et triplemonarki ved at gøre Tjekkiet ligeværdig med de to andre stater. Hans plan blev dog ikke ført ud i livet, da tronfølgerparret blev dræbt i et attentat i Sarajevo 28. juni 1914. Attentatet blev startskuddet på første verdenskrig.
Denne krig endte med Østrig-Ungarns nederlag, og riget blev opdelt i flere nye stater, heriblandt Tjekkoslovakiet, der valgte Prag til sin hovedstad. Byen var på dette tidspunkt en betydningsfuld europæisk by, der havde en veludviklet industri foruden et omfattende kulturliv. I 1930 var befolkningstallet steget til 850.000.
I det meste af byens historie havde Prag været en etnisk blandet by med betydelige tjekkiske, tyske og jødiske befolkningsgrupper. I 1848 havde der næsten været tysktalende flertal, men den tyske befolkningsgruppe var faldet til 13,52% i 1880 og 5,10% i 1910, først og fremmest på grund af en stor tilflytning af tjekker fra resten af Bøhmen samt Mähren, men en del tyskere var også blevet tjekkificeret. Fordelingen af befolkningsgrupperne blev sådan, at det tyske mindretal samt det tysktalende jødiske samfund hovedsageligt holdt sig til de centrale områder af byen, mens tjekkerne dominerede i de hastigt voksende forstæder. I 1880 havde tyskerne udgjort 22% af befolkningen i Staré Město, 16% i Nové Město, 20% i Malá Strana, 9% i Hradčany og 39% i den tidligere jødiske ghetto Josefov. Fra 1939, hvor landet blev besat af Nazityskland, og under anden verdenskrig faldt det jødiske befolkningstal drastisk, enten fordi jøderne flygtede, eller fordi de omkom i Holocaust. Også efter krigen faldt antallet af jøder, der emigrerede under kommunismen, primært på tre tidspunkter: Umiddelbart efter den kommunistiske magtovertagelse i starten af 1948, ved etableringen af staten Israel senere samme år samt i forbindelse med den sovjetiske invasion i 1968. I begyndelsen af 1990'erne udgjorde det jødiske samfund i Prag blot 800 mennesker, hvilket kan sammenholdes med et tal på næsten 50.000 før anden verdenskrig. I de senere år er den jødiske befolkning igen steget, så den i 2006 udgjorde omkring 1.600 mennesker.
Under den tyske besættelse af Tjekkoslovakiet blev pragerne undertrykt og forfulgt af nazisterne. Politikere (heriblandt premierminister Alois Eliáš), universitetsprofessorer, studerende og mange andre blev myrdet, fængslet eller sendt i koncentrationslejre. Prag blev mål for adskillige allierede bombetogter, hvoraf den mest ødelæggende fandt sted 14. februar 1945. Ved denne bombning blev store dele af byen ødelagt med over 700 dødsofre samt næsten 1.200 sårede. Prag-opstanden indledtes 5. maj 1945, da byens tjekkiske befolkning med hjælp af en sovjetisk overløberdivision af tidligere Waffen-SS-soldater gjorde oprør mod den nazityske besættelsesmagt. Samme dag ankom den amerikanske general Patton med den tredje armé bestående af 150.000 soldater til Plzeň, blot få timers kørsel fra Prag, samtidig med at marshal Ivan Konevs sovjetiske hær stod på grænsen til Mähren. Patton var stemt for at befri Prag, men måtte rette sig efter instruktioner fra general Eisenhower. Eisenhower bad om tilladelse til at rykke frem hos den sovjetiske øverstkommanderende, men fik her at vide, at russerne ikke havde brug for amerikansk hjælp. Ifølge aftalen på Jaltakonferencen tilhørte Bøhmen den del, der skulle befris af den røde hær. Sovjetiske tanks nåede omsider frem til Prag 9. maj 1945, dagen efter Tysklands kapitulation. Kampene på tjekkisk område ophørte først 12. maj, og da havde den tyske besættelse kostet 270.000 tjekkoslovakiske indbyggere livet, herunder 77.297 tjekkoslovakiske jøder, hvis navne er indskrevet på murene i Pinkas-synagoen i Prag.
De etniske tyskere i Prag flygtede eller blev fordrevet i månederne efter befrielsen. I forbindelse med, at tyskerne forsamledes og blev transporteret til Tysklandene, fandt flere mindre massakrer sted med et ukendt antal ofre til følge.
Efter krigen blev Prag igen Tjekkoslovakiets hovedstad. Mange tjekker var oprigtigt taknemmelige over for de sovjetiske soldater. Disse forlod landet et par måneder efter befrielsen, men landet forblev under sovjetisk politisk indflydelse. I februar 1948 blev byen centrum for et kommunistisk kup.
Intelligentsiaen i Prag led imidlertid under det totalitære regime på trods af et ganske grundigt genopbygningsprogram efter krigen. Ved den fjerde kongres for de tjekkoslovakiske forfattere afholdt i Prag i 1967 blev der formuleret en stærk modstand mod regimet. Dette fik den nye sekretær i kommunistpartiet, Alexander Dubček til at proklamere en ny fase i byens og landets udvikling, hvilket skabte den kortvarige periode for "socialisme med et menneskeligt ansigt". Nyorienteringen kom til at blive kendt som foråret i Prag, hvis mål var en demokratisk reformering af samfundets institutioner. Sovjetunionen og resten af Warszawapagten reagerede ved at besætte Tjekkoslovakiet og hovedstaden i august 1968 og undertrykke ethvert forsøg på fornyelse med kampvognenes larvefødder.
I 1989, da Berlinmuren faldt, og fløjlsrevolutionen gav anledning til store forsamlinger på gaderne i Prag, befriede Tjekkoslovakiet omsider sig selv fra kommunismen og den sovjetiske indflydelse, og Prag profiterede i høj grad af de nye vinde. I 1993 efter Tjekkoslovakiets deling blev Prag hovedstad i det nye Tjekkiet. Prag er desuden hovedby for to administrative enheder i Tjekkiet, henholdsvis Pragregionen og Centralbøhmen, også selv om byen ikke geografisk tilhører sidstnævnte.

## Tidslinje for Prags historie
- 870   – Prags borg grundlægges
- 1085 – Prag bliver kongesæde med kong Vratislav 2. som første konge
- 1344 – Prags bispesæde bliver ærkebispesæde
- 1346 – Med Karl 4. bliver Prag hovedstad i det tysk-romerske rige
- 1348 – Karlsuniversitetet grundlægges
- 1415 – Jan Hus brændes i Konstanz dømt for kætteri
- 1419 – Første udsmidning i Prag af byens ledere
- 1420 – Slaget ved Vítkov, hussitterne besejrer korsridderne
- 1583 – Under Rudolf 2.'s regering bliver byen for anden gang tysk-romersk hovedstad og kulturelt centrum i Europa
- 1618 – Anden udsmidning af byens ledere markerer starten på trediveårskrigen
- 1621 – 27 tjekkiske adelsmænd henrettes på byens torv som en konsekvens af slaget ved Det Hvide Bjerg
- 1648 – Vltavas venstre bred med Prags borg besættes og plyndres af svenske tropper
- 1741 – Byen besættes af fransk-bayerske tropper
- 1744 – Byen besættes af preussiske tropper
- 1848 – En revolutionær opstand knuses af den kejserlige hær
- 1890 – En voldsom oversvømmelse skaber omfattende ødelæggelser
- 1918 – Efter første verdenskrig bliver Prag hovedstad i Tjekkoslovakiet
- 1922 – Storprag dannes af det gamle Prag suppleret med forstæder og nærtliggende byer
- 1938 – Efter de allieredes aftale med Nazi-Tyskland (München-overenskomsten) besætter tyske tropper Sudeterlandet og året efter hele landet
- 1942 – Tjekkoslovakiske faldskærmstropper myrder rigsforstanderen Reinhard Heydrich, og nazisterne svarer igen med en bølge af terror
- 1945 – Amerikanske bombefly rammer Prag ved en fejltagelse (målet var Dresden), og hundredvis af pragere omkommer
- 1945 – Pragopstanden mod de nazityske besættere i de sidste dage af anden verdeskrig slutter med den røde hærs ankomst og efterfølges af fordrivelse af tyskere fra byen
- 1948 – Kommunister overtager magten i landet
- 1968 – Foråret i Prag bliver imødegået af sovjetisk besættelse og undertrykkelse af politiske reformforsøg
- 1989 – Prag er centrum for fløjlsrevolutionen, der medfører det kommunistiske regimes fald
- 1993 – Prag bliver hovedstad i det nye Tjekkiet
- 2002 – Prag rammes af store oversvømmelser, hvorunder dele af byen evakueres og mange historiske arkiver skades, men ingen større vartegn ødelægges